# IFOAM - Organics International
IFOAM - Organics International (International Federation of Organic Agriculture Movements) is de wereldwijde koepelorganisatie van de biologische landbouw- en voedingssector. De organisatie vertegenwoordigt bijna 800 aangesloten koepelorganisaties in 117 landen, waaronder Bionext in Nederland.
IFOAM formuleert haar missie als volgt: "Het leiden, verenigen en assisteren van de biologische beweging in al haar diversiteit." De visie wordt als volgt verwoord: "De wereldwijde worldwide implementatie van ecologisch, sociaal en economisch levensvatbare productiesystemen, gebaseerd op de Principes van de Biologische Landbouw."
Het brede scala aan activiteiten omvat het onderhouden en bijsturen van de regelgeving voor biologische landbouw en het bewaken van de regelgeving rond keurmerken en de procedures voor biologische certificering en de controle op naleving daarvan.